# Ángel Ganivet
Ángel Ganivet, född 13 december 1865, död 29 november 1898, var en spansk diplomat, sociolog och författare.
Ganivet var en av de första och förnämsta av de många kritiker av spanska samhällsförhållanden, som framträdde vid 1880-talets slut och vilkas främsta representant var Miguel de Unamuno. Ganivets långa vistelse i utlandet, flera år som konsul i Helsingfors, gav honom jämförelsepunkter, från vilka hans kritik utgick. Genom idérikedom och frisk, ofta paradoxal stil, blev han populär särskilt bland ungdomarna. Ganivet var även en god kännare av skandinavisk litteratur och har skrivit artiklar om bland andra Henrik Ibsen, Bjørnstjerne Bjørnson, August Strindberg och Georg Brandes. Bland Ganivets egna verk märks Idearium español (1897), Cartas finlandesas (1898), samt den filosofiska romanen Los trabajos de Pío Cid (1898). Hans Obras completas utkom med början 1923.